# Anorthoa
Anorthoa is een geslacht van Vlinders uit de familie van de Noctuidae. Het geslacht werd voor het eerst wetenschappelijk beschreven door Berio in 1980.

## Soorten
Het genus bevat de volgende soorten:

- Anorthoa angustipennis Matsumura, 1926
- Anorthoa biborka G. Ronkay, L. Ronkay, P. Gyulai & Hacker, 2010
- Anorthoa changi Ronkay & Ronkay, 2001
- Anorthoa fabiani Hreblay & Ronkay, 1998
- Anorthoa munda (Denis & Schiffermüller), 1775
- Anorthoa plumbeata (Hreblay & Ronkay, 1998)
- Anorthoa polymorpha G. Ronkay, L. Ronkay, P. Gyulai & Hacker, 2010
- Anorthoa rubrocinerea Hreblay & Ronkay, 1998
- Anorthoa semifusca G. Ronkay, L. Ronkay, P. Gyulai & Hacker, 2010